# 南部町 (和歌山県)
南部町（みなべちょう）は、かつて和歌山県日高郡に存在した町。2004年10月1日に南部川村と合併し、みなべ町となった。
「南部」は、古くは三鍋と表記されていたとされ、「なんぶ」ではなく「みなべ」と読む。

## 地理
和歌山県の中程、海岸沿いに位置している。
- 河川：南部川

## 歴史
- 1889年（明治22年）4月1日 - 町村制の施行により、南道村・北道村・芝村・東吉田村・埴田村・堺村・気佐藤村・山内村の区域をもって南部村が発足。
- 1897年（明治30年）9月11日 - 南部村が町制施行して南部町となる。
- 1954年（昭和29年）4月1日 - 岩代村を編入。
- 2004年（平成16年）10月1日 - 南部川村と合併してみなべ町が発足。同日南部町廃止。

## 行政

### 歴代町長
- 南部町として最後の町長は山崎繁雄。

## 産業
- 旧南部川村（現みなべ町）とともに日本一の梅干しの産地。
- 紀州備長炭の主要な産地の一つで、全国1位（2004年当時）。

## 教育
- 保育園
  - 南部町立南部保育所
- 幼稚園
  - 南部町立南部幼稚園
- 小学校
  - 南部町立南部小学校
  - 南部町立岩代小学校
- 中学校
  - 南部町立南部中学校
- 高等学校
  - 和歌山県立南部高等学校

## 交通

### 鉄道路線
- 中心となる駅：南部駅
- JR西日本
  - 紀勢本線（きのくに線）：（田辺市） - 南部駅 - 岩代駅 - （印南町）

### 道路
- 高速道路
  - 阪和自動車道（近畿自動車道紀勢線） みなべIC
- 一般国道
  - 国道42号
  - 国道424号
- 県道
  - 和歌山県道35号上富田南部線
  - 和歌山県道200号中芳養南部線
  - 和歌山県道201号南部停車場線

## 観光
- 本州有数のアカウミガメ産卵地。
- 千里梅林・岩代大梅林で有名な景勝の地。
- 千里の浜
- 鹿島

## 宿泊
- 紀州南部ロイヤルホテル
- 朝日楼

## 出身人物
- 石橋八九郎（綿ネル商、石橋合名会社代表社員、四十三銀行取締役、旧姓・中村）